# Panopsis roldosii
Panopsis roldosii är en tvåhjärtbladig växtart som beskrevs av Bonifaz, Cornejo & C.Ulloa. Panopsis roldosii ingår i släktet Panopsis och familjen Proteaceae. Inga underarter finns listade i Catalogue of Life.